# 俊龍
俊龍（しゅんりゅう）は、日本のソングライター。男性。血液型はO型。星座はやぎ座。Sizuk Entertainment所属。

## 人物
上田起士によると、俊龍は自分の教え子だった頃から作成した楽曲にオリジナリティがあり、サウンドが未熟でもメロディとコードの関係性が素晴らしいなど、楽曲そのものにパンチがあったと著書で語っている。
2007年10月、「Contact」収録曲（「too late? not late...」と「mezzo forte」の2曲）にて作曲家デビュー。以後、現在に至るまで楽曲提供を続けているが、茅原実里やyozuca*などランティス所属のアーティストを中心に、その他は声優やAKB48などアニメ系・アキバ系のアーティストへ提供している。また、作曲以外に一部の作詞や編曲に関与した楽曲も存在する。アニメソングやゲームミュージックを専門とする「ソフトハウス右脳」に所属するアーティストの名前を冠した「植木瑞基in俊龍」名義での楽曲提供歴もある。
音楽プロジェクト「Sizuk」（シズク）では、ゲストボーカルやイラストレーターを迎えて活動を行っている。

## ディスコグラフィー

### Sizuk 名義

#### 配信シングル
| 発売日         | タイトル                                            | ボーカル                      | 備考 |
| -------------- | --------------------------------------------------- | ----------------------------- | --- |
| 2023年1月6日   | Dystopia                                            | AYAME（AliA）                 | テレビアニメ『冰剣の魔術師が世界を統べる』オープニングテーマ                                                |
| 2023年3月1日   | anemone                                             | AYAME（AliA）                 | [ 4 ] |
| 2023年5月3日   | 夏を呼ぶ声                                          | Kotoha（ハコニワリリィ）      | [ 5 ] |
| 2023年7月5日   | 蒼い孤島                                            | AYAME（AliA）                 | 茅原実里への提供曲のカバーバージョン。                                                                      |
| 2023年8月2日   | Baby Sweet Berry Love                               | Kotoha（ハコニワリリィ）      | 小倉唯への提供曲のカバーバージョン。                                                                        |
| 2023年10月4日  | REVERSI                                             | AYAME（AliA）                 | 『キミと僕の最後の戦場、あるいは世界が始まる聖戦』イメージソング                                            |
| 2024年1月7日   | Lover’s Eye                                         | AYAME（AliA）                 | テレビアニメ『結婚指輪物語』オープニングテーマ                                                              |
| 2024年1月8日   | Cotton Days                                         | Kotoha（ハコニワリリィ）      | テレビアニメ『異世界でもふもふなでなでするためにがんばってます。』オープニングテーマ                        |
| 2024年5月15日  | 奇跡                                                | Kotoha（ハコニワリリィ）      | 『パーティーから追放されたその治癒師、実は最強につき』イメージソング                                        |
| 2024年7月18日  | Para Bellum                                         | AYAME（AliA）                 | テレビアニメ『キミと僕の最後の戦場、あるいは世界が始まる聖戦 Season Ⅱ』エンディングテーマ                   |
| 2024年8月28日  | アディクションベール                                | AYAME（AliA）                 | [ 13 ] [ 14 ]                                                                                               |
| 2024年10月6日  | Only                                                | Kotoha（ハコニワリリィ）      | テレビアニメ『パーティーから追放されたその治癒師、実は最強につき』エンディングテーマ                        |
| 2024年11月17日 | Only feat.ナルセーナ（CV：前田佳織里）              | ナルセーナ （CV：前田佳織里） | 『パーティーから追放されたその治癒師、実は最強につき』 ナルセーナ役の前田佳織里によるバージョン。           |
| 2025年2月26日  | Blue Dilemma                                        | AYAME（AliA）                 | 茅原実里がボーカルを務めた1stアルバム『es』CD限定ボーナストラックのAYAMEバージョン。                        |
| 2025年4月8日   | 君の知らないこと                                    | AYAME（AliA）                 | テレビアニメ『中禅寺先生物怪講義録 先生が謎を解いてしまうから。』エンディングテーマ                         |
| 2025年4月15日  | bookmarks                                           | 春茶                          | テレビアニメ『ざつ旅-That's Journey-』エンディングテーマ                                                    |
| 2025年5月7日   | 君の知らないこと feat. 日下部栞奈（CV：前田佳織里） | 日下部栞奈 （CV：前田佳織里） | テレビアニメ『中禅寺先生物怪講義録 先生が謎を解いてしまうから。』日下部栞奈役の前田佳織里によるバージョン。 |
| 2025年5月14日  | bookmarks feat.鈴ヶ森ちか（CV：月城日花）           | 鈴ヶ森ちか（CV：月城日花）    | テレビアニメ『ざつ旅-That's Journey-』鈴ヶ森ちか役の月城日花によるバージョン。                              |
| 2025年7月9日   | Remember                                            | AYAME（AliA）                 | 『結婚指輪物語』イメージソング                                                                              |

#### アルバム
| 発売日         | タイトル | 規格品番  | 備考                                                                                 |
| -------------- | -------- | --------- | ------------------------------------------------------------------------------------ |
| 2024年12月25日 | es       | PCCG-2413 | CD版には限定ボーナストラックとして、 「Blue Dilemma」（ボーカル：茅原実里） を収録。 |

## 主な提供アーティスト
- AKB48
- SKE48
- 石原夏織
- 遠藤正明
- 小倉唯
- 佐咲紗花
- 高垣彩陽
- 田所あずさ
- 茅原実里
- .lady.
- 飛蘭
- 水樹奈々
- ゆいかおり
- 悠木碧
- 三森すずこ
- yozuca*
- 大木貢祐
- LarmeR

## 提供した楽曲
声優によるキャラクターソングも含む。
- THE IDOLM@STER関連
  - New Me, Continued（作曲）

- アイドルマスター シンデレラガールズ関連
  - Snow Wings（作詞・作曲）
  - 咲いてJewel（作詞・作曲）
  - Yes! Party Time!!（作詞・作曲）
  - エチュードは1曲だけ（作詞・作曲、ピアノ）
  - 銀のイルカと熱い風（作曲）
  - ドレミファクトリー （作詞・作曲）
  - Gossip Club（作詞・作曲）
  - 君のステージ衣装、本当は…（作詞・作曲）

- AKB48（俊龍名義で作曲を担当。作詞は秋元康）
  - 言い訳Maybe
  - 君と虹と太陽と
  - RESET
  - ホワイトデーには…
  - いびつな真珠
  - ずっと ずっと
  - ゼロサム太陽
  - 大人への道
  - 私たちのReason
  - 快速と動体視力
  - チーム坂
  - Reborn

- SKE48（俊龍名義で作曲を担当。）
  - ごめんね、SUMMER
  - 恋を語る詩人になれなくて…
  - ジェラシーのアリバイ
  - 長い夢のラビリンス
  - 貴方へ
  - 釘付けwink♡
  - キラスキ
  - 星の雫
  - 君ダケ好キダッタ私ヲ置イテユク
  - あなたへ
- 遠藤正明（作詞は遠藤が担当している）
  - 明日への道〜Going my way!!〜
  - 蒼星-アオイホシ-
  - My Style

- 加藤英美里
  - 青春と夕暮れとスカート

- 『かなめろ』（「植木瑞基」名義で収録曲の作編曲を担当。）
  - 虹色ニュース
  - Where is gold?
  - 友情宣言←ジュースで乾杯☆

- 『kiss×sis』 … 「植木瑞基in俊龍」名義でアニメの音楽担当。あこ(&)りこ（声：竹達彩奈&巽悠衣子）に対しても以下の楽曲を提供している。
  - 夏の匂いがしていた（作詞・作曲）

- ゆいかおり（小倉唯・石原夏織）
  - Our Steady Boy（作曲・編曲）[28]
  - HEARTBEATが止まらないっ!（作曲）[28]
  - Shooting☆Smile（作曲）[28]
  - 「Puppy」収録曲
    - 恋のオーバーテイク（この曲では俊龍が作詞も担当[要出典]）[29]
    - Magic starter（作曲）[29]
    - 駆け抜けてBlue（作曲）[29]

  - Intro Situation（作曲）[28]
  - Promise You!!（作曲）[28]

- 小倉唯
  - Raise（作曲）[30]
  - Baby Sweet Berry Love（作曲）[30]
  - Honey♥Come!!（作曲）[30]
  - Future Strike（作曲）[30]
  - 白く咲く花（作曲）[30]
  - My Lily Heart（作曲）[31]
  - Love∞Vision（作曲：小倉唯、俊龍）[32]
  - Dramatic!（作曲：俊龍）[32]

- 石原夏織
  - Blooming Flower（作曲）[33]
  - Singularity Point （作曲）[34]
  - Face to Face（作曲）[33]
  - Taste of Marmalade（作曲）[33]

- 佐咲紗花（作詞無表記は佐咲によるもの）
  - snow ring（作曲）
  - Heaven's gate（作曲）
  - universal sky（作曲）
  - Real Star☆（作曲）

- 高垣彩陽
  - チャイナ気分でハイテンション!（作曲）
  - いのちなんだよ（作曲）
  - まさか三卵性!? （作曲）

- 立花あや
  - Steal my Heart（作曲[注 3]）

- 田所あずさ
  - Hello My Revolution（作曲）[35]
  - Wonderful Dreamer（作曲）[35]
  - 愛しさの存在（作曲）[35]
  - キセキ（作曲）[35]
  - チュルリルラ♪〜未来バスに乗って〜（作曲）[35]
  - DREAM LINE（作曲）[36]
  - POSITIVE SHAKING（作曲）[36]
  - Boom! Boom!（作曲）[37]
  - 残存エレジー（作曲）[38]

- 茅原実里関連
  - Emotional（作曲）
  - ※too late? not late...（作曲）
  - ※mezzo forte（作曲）
    - ※「俊龍」名義としてはこの2曲がデビュー曲であるが、その前にも「植木瑞基」名義で楽曲提供を行っており、その曲がEmotionalである。

  - Sandglass〜記憶の粒子（作曲）
  - Prism in the name of hope（作曲）
  - 蒼い孤島（作曲）
  - Sunshine flower（作曲）
  - 愛とナイフ（作曲）
  - SUMMER CARNIVAL〜みのりんサンバ〜（作曲）
  - みのりん音頭（作曲）
  - 巡り逢い〜かけがえのないもの〜（作曲）
  - 暁月夜（あかつきづくよ）（作曲）
  - IDENTITY（作曲）
  - 灼熱PARADISE（作曲）
  - みのりん☆サーフィン（作曲）
  - 生まれる明日のメロディ（作曲）
  - 逢いに行きたい（作曲）
  - 美歌爛漫ノ宴ニテ（作詞）
- 以下は茅原がヒロインを演じた『喰霊-零-』のキャラクターソングである。（全作詞：畑亜貴、全編曲※：鈴木マサキ）
  - ふたりしかいなかった（作曲）
  - Agnus dei（作曲）
  - Death comes ／ Standard game（作曲）
  - Alarm：Entry（作曲）
- キディ・ガーランド 挿入歌集（作曲）
  - 夢でもいいさ（作曲）
  - マジカルさくらちゃん（作曲）

- ラブライブ!関連（以下すべて同一楽曲、作詞は畑亜貴、編曲は渡辺和紀）
  - Mermaid festa vol.1（作曲）
  - Mermaid festa vol.1(KOTORI Mix)（作曲）
  - Mermaid festa vol.1(HONOKA Mix)（作曲）
  - Mermaid festa vol.1(UMI Mix)（作曲）

- 『ミルキィホームズ』関連（ともに『〜ミルキィ show time♪』収録曲）
  - ミルキィ tea time（作曲）

- 三森すずこ
  - ミライスタート（作曲）

- .lady.
  - Open Tuning（作曲）
  - 星を捜して（作曲）
  - Progression（作曲）
  - A Little Magic（作曲）
  - 君と僕との1ページ（作曲）

- 橋本みゆき
  - 『セ・キララ』収録曲・PCゲーム『se・きらら』主題歌（２楽曲）
  - セ・キララ（作曲）
  - rebirth（作曲）

- 『ひだまりスケッチ×☆☆☆』（出演声優に対するキャラクターソングの提供）
  - ひだまりランナー（作曲）
  - white days（作曲）

- 飛蘭
  - 泡沫の小鳥達（作曲）
  - 記憶の秘密（作曲）
  - MOTHER!（作曲）
  - HAPPY END（作曲）
  - Blue sanction（作曲）

- 水樹奈々
  - DRAGONIA（作曲）
  - UNBREAKABLE（作曲）
  - LINKAGE（作曲）

- 悠木碧関連
  - ゆとりのゆとり（作曲）
  - ゆとりのじかん（歌：田中ゆとり（作曲）
  - 私ト云ウ 音響キ ソノ先ニ（作曲）、『戦姫絶唱シンフォギア』劇中歌）[注 4]
- 『なないろ航路』主題歌（作曲）
  - 「七色の地図」（作曲）
  - 「シアワセ♪」（作曲）
  - 「Heaven's gate」（既述、歌：佐咲紗花）の作曲も俊龍が担当。
- yozuca* … 楽曲の一部で作詞も担当。それらを除く楽曲の一覧。一部の作詞をこだまさおりが担当している。
  - I will go
  - I.D.
  - 蒼々の風
  - in the Deep
  - Blue flame
  - My wish=Only one
  - Morning-sugar rays

- 大木貢祐　
  - FRONTIER DRIVE（作曲）
  - FRIEND WIND（作曲）

- 保志総一朗
  - いつのまにか大人になった僕ら（作詞：MEGUMI、編曲：Sizuk）
  - Orchid （作詞：俊龍、編曲：Sizuk）
  - 残酷デ哀シイ彼女 （作詞：田久保真見、編曲：高橋菜）
  - 綺羅星 （作詞：保志総一朗、編曲：Gravity musik）

- Re：ステージ!関連
  - Stage of Star（作詞・作曲）
  - Secret Dream（作詞・作曲）
  - Time and Space（作詞・作曲）
  - Like the Sun, Like the Moon（作詞・作曲・ピアノ）
  - Clematis -クレマチス-（作曲）

- 消滅都市SPR5関連
  - インコンプリートノーツ（作詞）
  - ファイブ!サスペクツ!（作詞）
  - アルキオネ（作詞）
  - With Your Breath（作詞）

- かなでももこ
  - 赤いメモリーズをあなたに（作詞）
  - Can you save my heart?（作詞）
  - Ocean of Lights（作詞）
  - Can you save my heart?～for KANADE～（作詞）
  - Sing in the Dark（作詞）
  - Damask Rose（作詞）

- 太田彩華[注 5]
  - はじまりの手（作曲）
  - 宵山で散って咲き誇れ（作曲）
  - どうせ僕らは（作曲）
  - Eternal Birth（作曲）
- petit milady
  - Rainbow Jump!!（作詞、作曲）
  - Unknown Love Bakery（作詞、作曲）

- Pyxis
  - 「First Love 注意報！」収録曲
    - First Love 注意報!（作詞）[39]
    - 初恋の棘（作曲）[39]

  - FLAWLESS（作曲）[40]
  - 「Pop-up Dream」収録曲
    - Next Flowers（作詞）[41]

- えのぐ
  - YeLL for Dear（作曲）

- D4DJ
  - LOVE!HUG!GROOVY!!（作曲）
  - 君にハピあれ♪（作曲）
  - SHUFFLE HEART BEAT（作曲）
  - はぁ〜い☆FORTUNE！（作曲）
  - TRANCE TOURS（作曲）

- 風男塾
  - Your Eyes Only（作詞・作曲）

- アサルトリリィ関連
  - Edel Lilie（作曲）
  - GROWING*（作曲）
  - Neunt Praeludium（作曲）
  - プリザーブド☆アイドル（作曲）

- 兎田ぺこら
  - ぺこらんだむぶれいん!（作曲）
- 大西亜玖璃
  - ジェリーフィッシュな君へ（作詞・作曲）

- LarmeR
  - この雫は、海を越える。（作詞・作曲）
  - Dear Future Light（作詞・作曲）

- 名塚佳織
  - ナミダ空色 reality（作詞・作曲）
  - Dreamers（作曲）

その他
- ニセモノ（作曲・編曲）
- Brilliant Days（作曲）
- 光と雪の中で[注 6]（作曲）
- 100%マジカルスター☆（作曲）
- montage（作曲）
- ビュンビュン!トッキュウジャー（歌：Project.R（作曲）
- Hurry Love（作詞・作曲）